# فروردین ۱۳۹۳
فروردین ١٣٨٥، نخستین ماه سال ١٣٨٥ هجری خورشیدی است.
آغاز آن جمعه، ۱ فروردین ۱٣٨٥ (۲۱ مارس ۲۰۱۴ میلادی) برابر با ۱۹ جمادی الاول ۱۴۳۵ هجری قمری است.

## حوادث مهم
- درگذشت باستانی پاریزی ۵ فروردین
- درگذشت سید محمدمهدی دستغیب ۵ فروردین
- درگذشت ریچارد فرای ۷ فروردین
- آزادی مرزبانان ایرانی ربوده شده توسط جیش العدل
- زلزله شیلی
- ادامه مذاکرات ایران و ۵+۱